# Scaphirhynchus
Scaphirhynchus ist eine rein nordamerikanische Gattung der Störe (Acipenseridae).

## Merkmale
Die Scaphirhynchus-Arten haben einen spindelförmigen Körper mit relativ breitem Vorderkörper, der fünf Reihen von Knochenschuppen wie bei den anderen Störartigen aufweist. Die Schnauze ist breit und spatelförmig. Von den Arten der Gattung Pseudoscaphirhynchus unterscheiden sie sich durch die vierlappige Unterlippe, die gefransten Barteln und den verlängerten Schwanzstiel, der vollständig von Knochenplatten bedeckt ist.

## Systematik
Die Gattung umfasst drei Arten innerhalb der Familie der Störe (Acipenseridae).
- Weißer Schaufelstör (Scaphirhynchus albus)
- Schaufelstör (Scaphirhynchus platorynchus)
- Alabama-Schaufelstör (Scaphirhynchus suttkusi)